# Club Sportif Grevenmacher
CS Grevenmacher é uma equipe luxemburguesa de futebol com sede em Grevenmacher. Disputa a primeira divisão de Luxemburgo (Campeonato Luxemburguês de Futebol).
Seus jogos são mandados no Op Flohr Stadion, que possui capacidade para 4.062 espectadores.

## História
O CS Grevenmacher foi fundado em 08 de janeiro de 1909.